# Sigvard Gundersen
Sigvard Emil Gundersen (Kristiansand, 8 de noviembre de 1842-Kristiania, 29 de noviembre de 1904) fue un actor noruego. Estaba casado con la también actriz y directora de escena Laura Gundersen. Debutó en el Teatro Christiania en 1862, en el que permanecería durante casi toda su carrera artística, hasta 1899.
Gundersen fue presidente de la Asociación Noruega de Igualdad de Actores desde 1898 hasta 1899.